# قره‌میشه
قره‌میشه (به لاتین: Qarameşə) یک منطقه مسکونی در جمهوری آذربایجان است که در شهرستان قاخ واقع شده است. قره‌میشه ۱۰۹ نفر جمعیت دارد.